# Neath FC
Neath FC (wal.: Clwb Pêl-droed Nedd, eng.: Neath Football Club) war ein walisischer Fußballverein aus Neath in Südwales.

## Geschichte
Der Verein wurde 2005 durch eine Fusion mit Skewen Athletic FC 2005 gegründet und feierte direkt Erfolge in der zweiten Liga. Nach der Vizemeisterschaft im ersten Jahr sicherten sich die Adler in der Saison danach die Meisterschaft und den damit verbundenen Aufstieg.
Nach einer Phase der Stabilisierung holten sie sich, angetrieben vom ehemaligen Swansea-FC-Town-Duo Kristian O’Leary und Lee Trundle, den dritten Platz in der Saison 2010/11.
2012 wurde dem Verein aus finanziellen Gründen die Lizenz verweigert.

## Namensänderungen
- 2005 – Neath Athletic Football Club
- 2008 – Neath Football Club

## Platzierungen
| Saison  | Liga    | Tore   | Pkt. | Platz |
| ------- | ------- | ------ | ---- | ----- |
| 2005/06 | 2. Liga | 76:32  | 73   | 02    |
| 2006/07 | 2. Liga | 100:32 | 92   | 01    |
| 2007/08 | 1. Liga | 57:52  | 54   | 07    |
| 2008/09 | 1. Liga | 43:65  | 34   | 14    |
| 2009/10 | 1. Liga | 41:38  | 47   | 09    |
| 2010/11 | 1. Liga | 62:41  | 58   | 03    |
| 2011/12 | 1. Liga | 60:36  | 62   | 03    |

## Europapokalbilanz
| Saison  | Wettbewerb         | Runde                  | Gegner       | Gesamt | Hin     | Rück    |
| ------- | ------------------ | ---------------------- | ------------ | ------ | ------- | ------- |
| 2011/12 | UEFA Europa League | 1. Qualifikationsrunde | Aalesunds FK | 1:6    | 1:4 (A) | 0:2 (H) |

Gesamtbilanz: 2 Spiele, 2 Niederlagen, 1:6 Tore (Tordifferenz −5)